# (1748) Mauderli
(1748) Mauderli ist ein Asteroid des Hauptgürtels, der am 7. September 1966 vom Schweizer Astronomen Paul Wild, vom Observatorium Zimmerwald der Universität Bern aus, entdeckt wurde.
Der Asteroid ist nach Sigmund Mauderli (1876–1962), Ordinarius für Astronomie an der Universität Bern und Initiator der Astronomischen Gesellschaft Bern, benannt.